# Zwolle

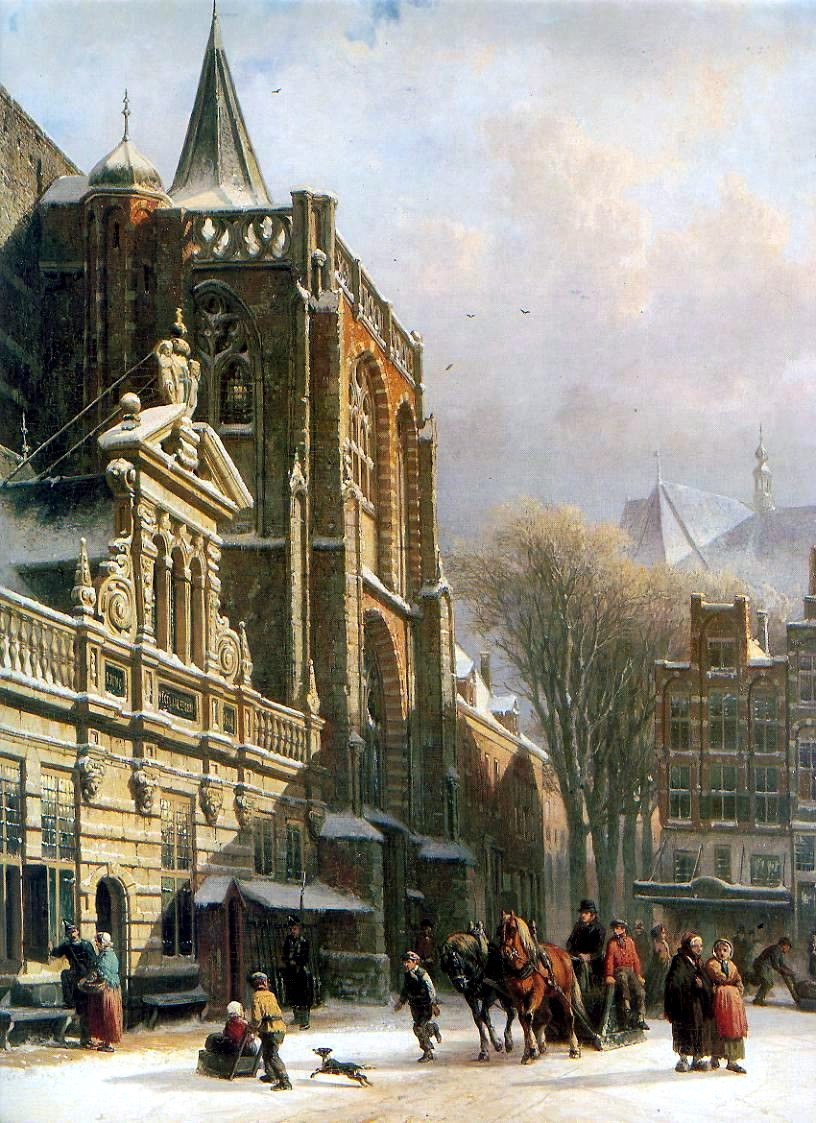

Zwolle (kiejtéseⓘ)  város és egyben a hasonnevű alapvető közigazgatási egység, község központja, valamint Overijssel tartomány székhelye Hollandiában. Az ország északkeleti részének fontos városa. Lakossága körülbelül 122.800 fő.

## Története
Régészeti leletek tanúsítják, hogy Zwolle környéke az ősidők óta lakott. 1993-ban a város déli részén fekvő Zwolle-Zuid elővárosban feltártak két, az angliai woodhenge-ihez hasonló cölöpkört, amelyek vélhetőleg az újkőkorszakban épültek. A római korban a területet a száli frankok lakták.
A várost 800 körül alapították fríz kereskedők és Nagy Károly katonái. Neve a domb jelentésű suolle szóból származik (vö. angol megfelelőjével: to swell − felduzzaszt). Ez egy kiemelkedő tisztásra utal a várost körülvevő négy folyó, az IJssel, a Vecht, az Aa és a Zwarte Water között. Ez a domb volt az egyetlen hely, amely a folyók gyakori áradása alatt szárazon maradt, ezért alapították itt a várost.
Zwolle legkorábbi ismert írásos említése 1040-ből származik. Az írás egy Szent Mihálynak szentelt plébániatemplom létezéséről tanúskodik. Ezt a templomot, a Nagy- vagy Szent Mihály-templomot (Grote vagy Sint Michaëlskerk) a 15. század közepén felújították és a mai napig is áll. A templom dísze a gazdagon faragott szószék (Adam Straes van Weilborch munkája körülbelül 1620-ból) és a pompás orgona, (1721-ből).
1230. augusztus 31-én az utrechti püspök városi jogokat adományozott Zwollénak. A város a Hanza-szövetség tagja lett 1294-ben és 1361-ben bekapcsolódott a Hanza és IV. Valdemár dán király közötti háborúba. A háborút lezáró stralsundi béke (1370) egy „vittét”, kereskedelmi telepet juttatott Zwollénak a svédországi Skåne tartományban. Az aranykor a 15. században köszöntött Zwolléra: 1402 és 1450 között a város jövedelme körülbelül hatszorosára emelkedett.
1324 júliusában és 1361 októberében környékbeli nemes urak felgyújtatták Zwollét. Az 1324-es tűzvészben mindössze kilenc épület maradt épségben.
Zwolle Deventer mellett a Közös Élet Testvérisége, egy szerzetesi mozgalom egyik központja volt. Három mérföldre Zwollétől, egy Szent Ágnes-domb (Agnietenberg) nevű kicsiny magaslaton állt valaha az az ágostonrendi kolostor, ahol Kempis Tamás élete nagy részét töltötte és ahol 1471-ben meghalt.
1911-ben Zwolle már jelentékeny folyami kereskedelmet bonyolított le, volt egy nagy halpiaca és itt volt Hollandia második legfontosabb marhapiaca Rotterdam után. A fontosabb iparágak között gyapjúmanufaktúrákat, vasműveket, hajóépítő műhelyeket, festő- és fehérítőüzemeket, valamint cserző-, kötélverő- és sókészítőüzemeket találunk.

### Blauwvingers
A zwolleieket a köznyelvben néha kékujjúaknak (blauwvingers) nevezik. Ez egy helyi legendára utal, amely szerint egyszer a helyi elöljárók pénzszűkében voltak és más kiutat nem látván eladták a templom harangjait a szomszédos Kampen városnak. Hogy biztosak lehessenek abban, hogy Kampennek nem lesz nagy haszna az üzletből, magas árat szabtak a harangokért. A kampeniek ráálltak az üzletre, de kikötötték, hogy ők választhassák meg a fizetés módját. Zwolle beleegyezett ebbe, Kampen pedig aprópénzben fizetett: négy duitos rézérmékben fizették ki a vételárat (160 duit ért egy guldent). De a zwolleiek bizalmatlanok voltak és meg akartak bizonyosodni arról, hogy Kampen valóban kifizette a teljes árat, így az elöljárók addig számolgatták a pénzt, amíg az ujjuk kék nem lett a réztől.

## Látnivalók

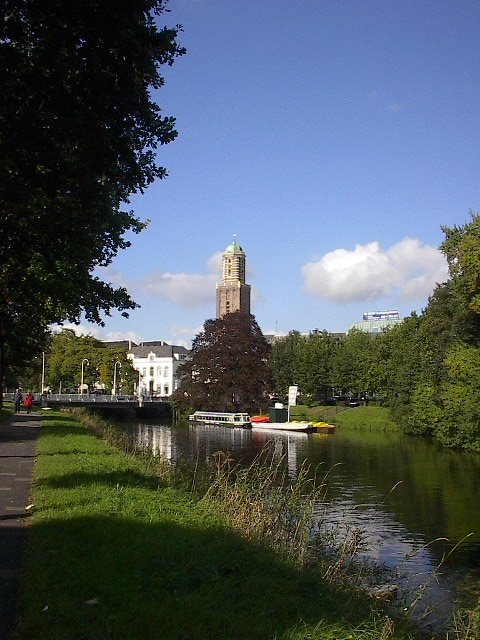
A Borstartó

A Szent Mihály-templomon kívül több történelmi műemlék is van Zwolléban. A római katolikus Miasszonyunk Mennybemenetele-bazilika (Onze Lieve Vrouwe ten Hemelopneming) 1399-ben épült. Borstartónak (Peperbus) nevezett tornya az egyik legmagasabb és leghíresebb templomtorony Hollandiában. A korszerűsített városháza eredetileg 1448-ban épült.

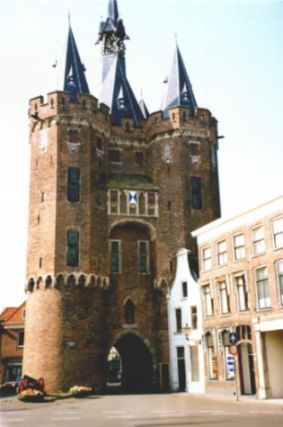
A Szász-kapu

Szintén említést érdemel a Szász kapu (Sassenpoort, az egykori városkapuk egyike), a várfalak, a Mustárkészítő tornya (Mosterdmakerstoren, egy épületegyüttes, ahol valaha a helyi mustárt készítették), egy 1571-ből származó céhház, a korábbi tartományi kormányhivatalok, egy Domonkos-rendi kolostor és egy régiségekkel és természetrajzzal foglalkozó múzeum.

## Háztartások száma
Zwolle háztartásainak száma az elmúlt években az alábbi módon változott:
| Háztartások száma | 54 389 | 55 115 | 55 480 | 55 944 | 56 180 | 56 699 |
|                   | 2010   | 2011   | 2012   | 2013   | 2014   | 2015   |

## Közlekedés

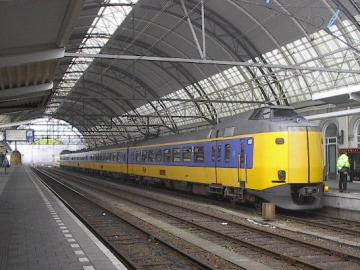
A zwollei pályaudvar

Zwolle három folyó (Zwarte Water, Vecht, és IJssel) közvetlen közelében fekszik és számos csatornája van (a használaton kívüli Willemsvaart, a Nieuwe Vecht és az Overijssels Kanaal, valamint a modern Zwolle-IJssel Kanaal).
Három autópálya érinti:
- A28 – [Utrecht, Groningen (Az európai úthálózat E232-es vonala)
- A50 – Eindhoven, Zwolle, Emmeloord (Zwolle − Emmeloord között N50).
- N35 – Zwolle, Almelo, Enschede, Németország (Almelo − Enschede között A35).

Az első vonat 1864. június 6-án érkezett a Zwolle vasútállomásra Ma a városból hét irányba indulnak vonatok: Kampen, Leeuwarden, Groningen, Emmen, Enschede, Arnhem/Nijmegen és Amersfoort felé. 2012-ben fog megnyílni egy új vasútvonal, ami Lelystadon keresztül Amszterdammal köti össze a várost.

## Oktatás
Zwolle négy műszaki főiskola otthona:
- Christelijke Hogeschool Windesheim
- Hogeschool Zwolle
- Deltion College Zwolle
- ArtEZ Hogeschool voor de Kunsten

## Híres emberek
- Kempis Tamás (Thomas a Kempis) (1379–1471), szerzetes, író
- Johannes Busch (1399–c. 1480), reformátor, az Ágoston rend prépostja
- Gerard ter Borch (I) (1583–1662) grafikus és festő
- Gerard Terborch (1617–1681), festő
- Cornelia van Marle (1661–1698), festő
- Johan Rudolf Thorbecke (1798–1872), Hollandia miniszterelnöke (1849–1853, 1862–1866, 1871–1872)
- Andreas Ignatius Schaepman (1815–1882), Utrecht érseke
- Thomas Joannes Stieltjes (1856–1894), matematikus, kultúrmérnök, politikus
- Ton Koopman (1944–), karmester, csembalista, orgonista
- Michael Minsky (1918–1988)
- Charlotte Wessels (1987–) a Delain együttes énekesnője
- Sepp van den Berg (2001–), labdarúgó

## Testvérvárosok
Zwolle jelenlegi partnervárosa:
- Lünen, Németország

Korábban partnerkapcsolata volt az alábbi városokkal:
- Rutobwe, Ruanda
- Vologda, Oroszország